# オットー・ライニガー
オットー・ライニガー（Otto Reiniger、1863年2月27日 - 1909年7月24日）はドイツの画家である。印象派のスタイルの風景画を描いた。ヘルマン・プロイアーやグスタフ・シェーンレーバーと共に「シュヴァービッシェン印象派(Schwäbischen Impressionismus)」と呼ばれる、ドイツ南西部のシュヴァーベン地域で活動したドイツにおける印象派のグループを代表する画家である。

## 略歴
シュトゥットガルトで生まれた。シュトゥットガルトの美術学校でヤコブ・グリュネンヴァルト(Jakob Grünenwald)やアルベルト・カッピス(Albert Kappis)に学んだ後、1883年にミュンヘン美術院に移り、ヨーゼフ・ヴェングライン(Joseph Wenglein)の指導を受けた。同じ年にイタリアに移り修業して、1888年にシュトゥットガルトに戻った。1883年にシュトゥットガルトの美術学校の教授、クラウディウス・シュラウドルフ(Claudius Schraudolph)の娘と結婚している。
シュトゥットガルトの美術収集家、コーニク＝ファクゼンフェルト男爵(Franz Freiherr von Koenig-Fachsenfeld)の支援を受けた。印象派のスタイルで主に風景画を描いた。1900年にシュトゥットガルトの美術学校の教授に任命されたが、学生を教えることはなかった。ミュンヘン分離派のメンバーに加わった。
1904年に火事でシュトゥットガルトのスタジオで多くの作品が失われた後、1906年にシュトゥットガルトに近いWeilimdorfの町のターヘン湖(Tachensee)のほとりに邸を建てて活動した。

## 作品

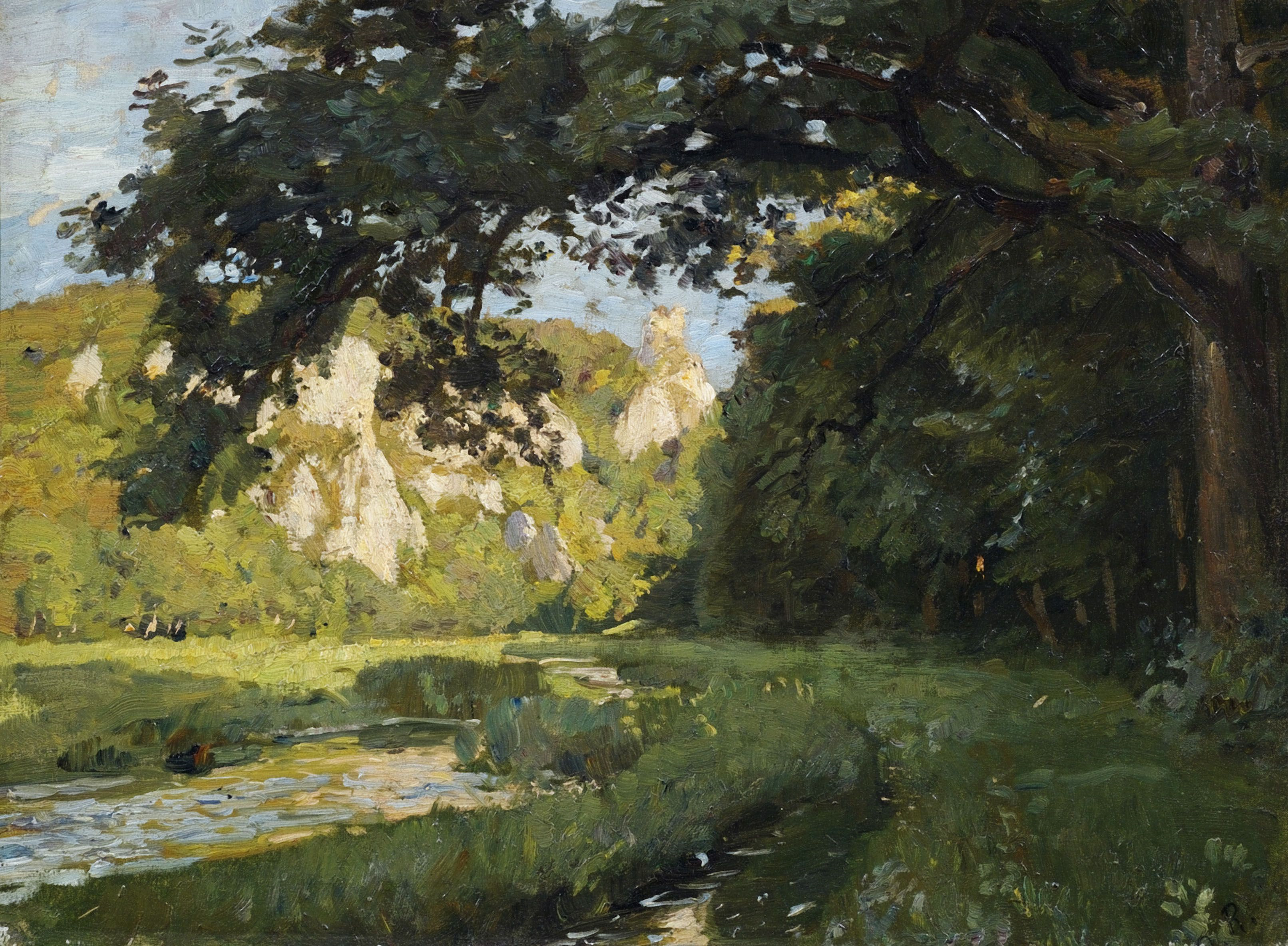
夏の風景
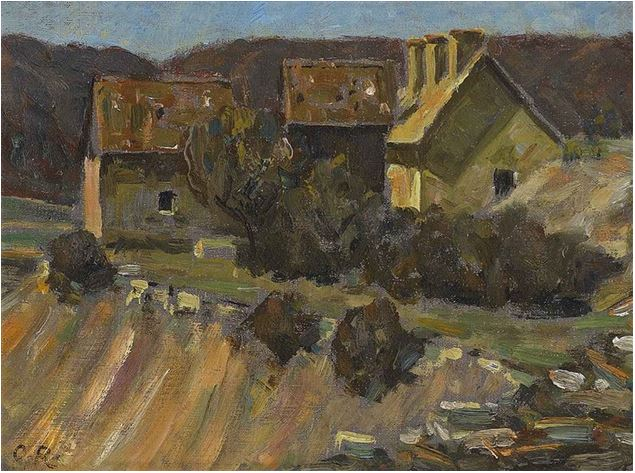
3軒の家のある風景
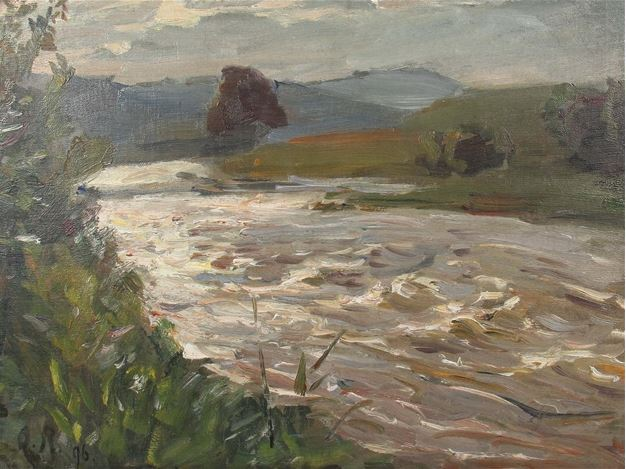
川
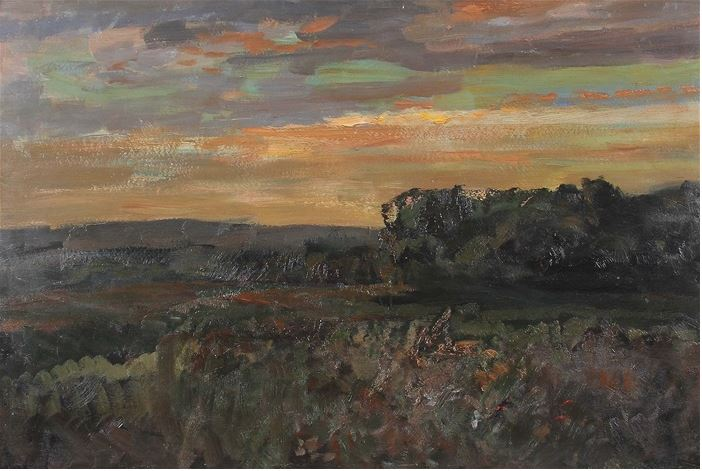
Weilimdorfの風景
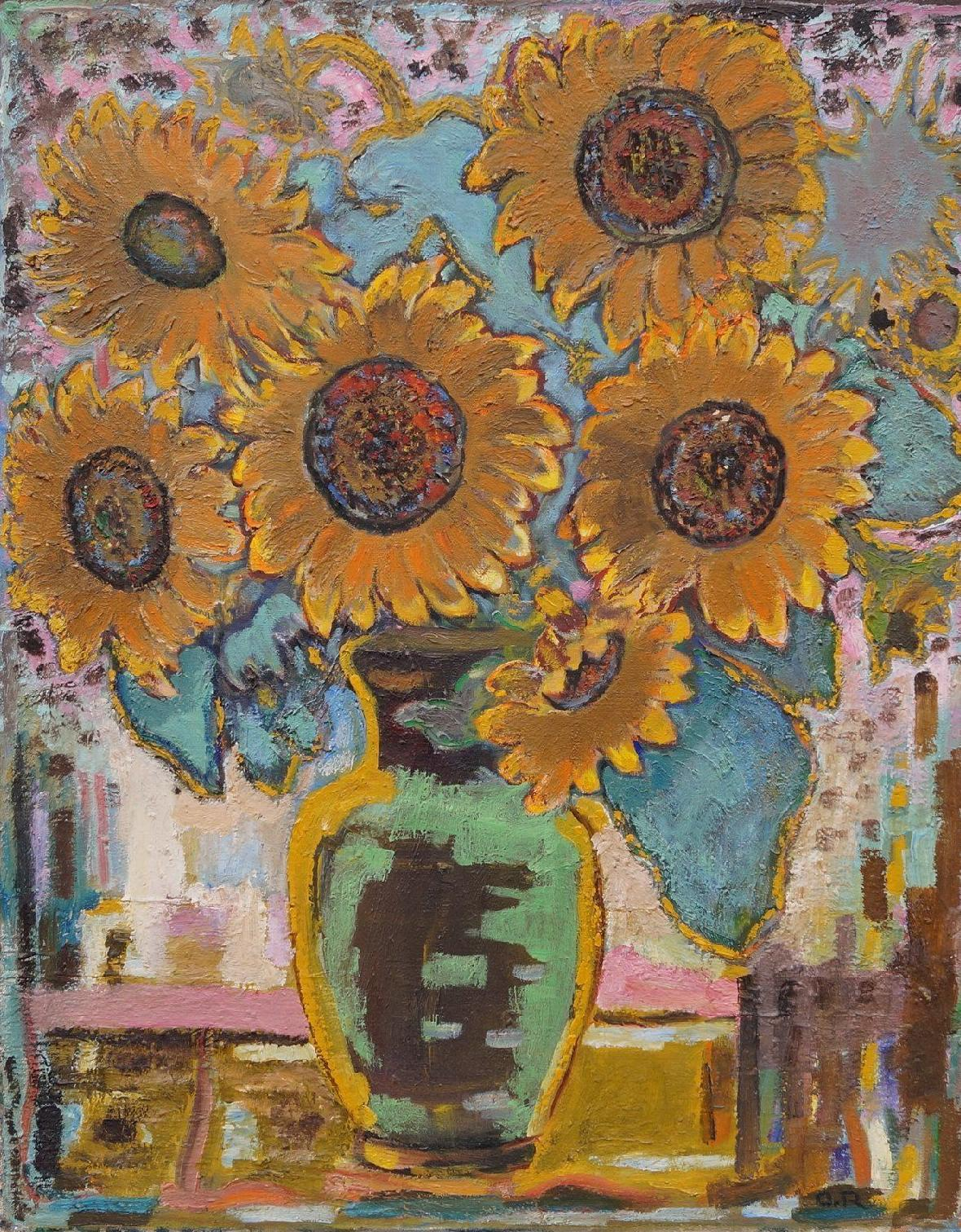
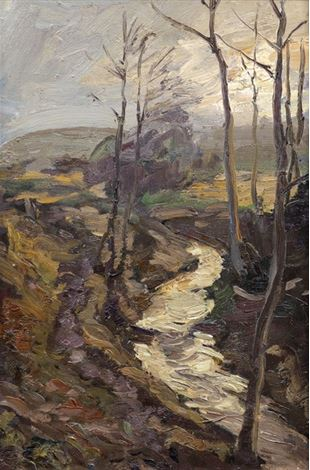